# Must Farm
Koordinaten: 52° 33′ 43″ N, 0° 11′ 2″ W

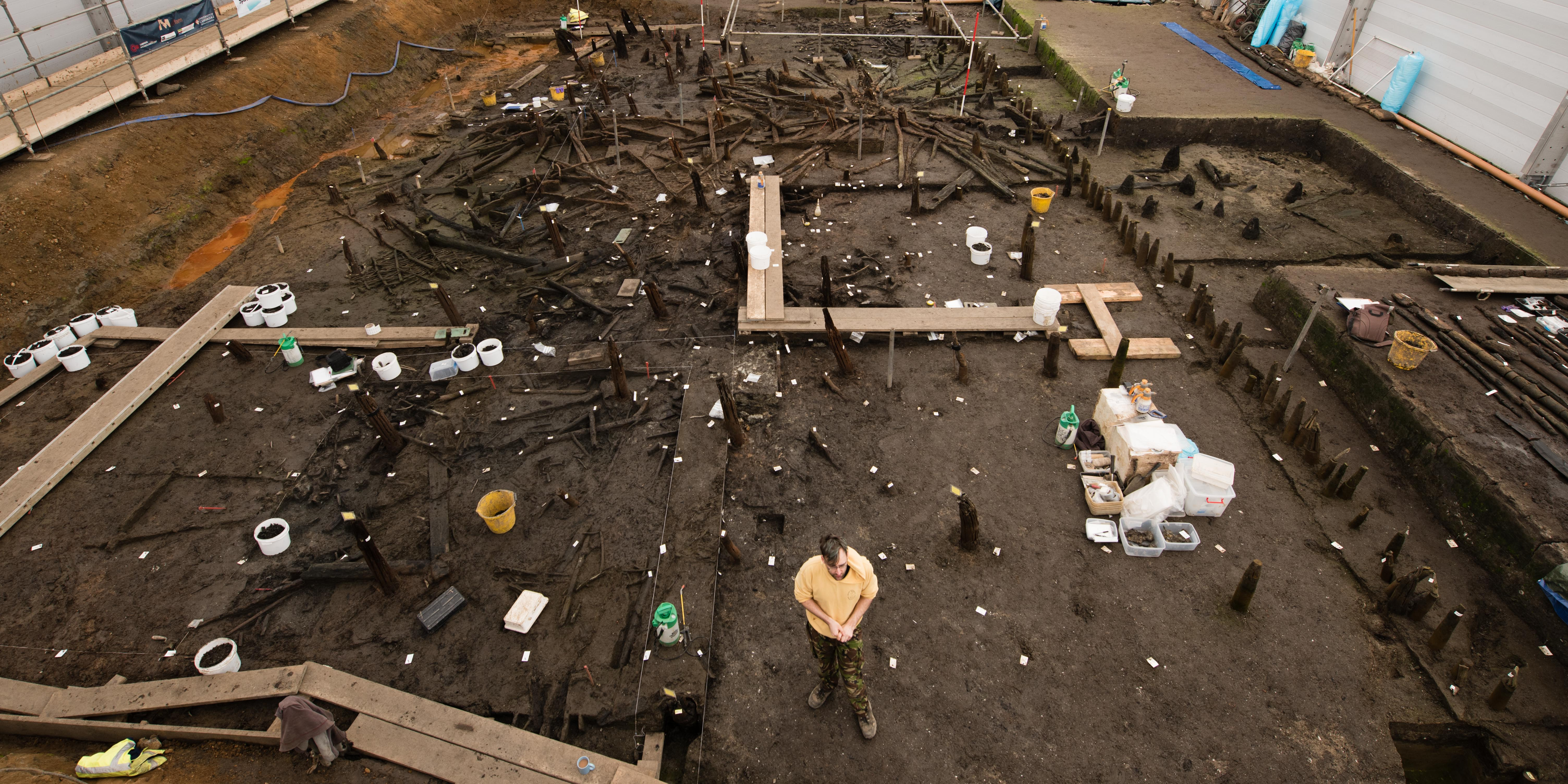
Überblick über die archäologische Stätte Must Farm (Ausschnittsdarstellung)

Must Farm ist eine archäologische Stätte und Teil einer bronzezeitlichen Siedlung in Whittlesey, in der Nähe von Peterborough, in der Grafschaft Cambridgeshire (England), die 1999 entdeckt und freigelegt wurde. Die Stätte, die sich in der Nähe einer Tongrube befindet, wurde aufgrund ihres relativ guten Erhaltungszustands als „Pompeji Großbritanniens“ bezeichnet, einschließlich der „am besten erhaltenen bronzezeitlichen Behausungen, die dort je gefunden wurden“, die offenbar alle nach einem katastrophalen Brand plötzlich verlassen wurden.
Forschungen deuten nun darauf hin, dass die Stätte zum Zeitpunkt der Zerstörung weniger als ein Jahr alt war. Die Fundstätte liegt im Bett eines heute nicht mehr existierenden Flusses im Flag Fen-Becken, etwa 2 Kilometer südlich von Flag Fen selbst.
Must Farm wurde bei den British Archaeological Awards 2012 als bestes archäologisches Projekt und beste archäologische Entdeckung und bei den Awards 2016 als beste Entdeckung ausgezeichnet. Ein Artikel, der die Siedlung beschreibt, gewann den Antiquity Prize 2020.

## Frühe Ausgrabungen
Im Jahr 1999 wurden dort erstmals Holzpfosten entdeckt, was zu ersten Ausgrabungen in den Jahren 2004 und 2006 führte. Vor der Entdeckung der Stätte waren 1969 an dieser Stelle zahlreiche Gegenstände gefunden worden, u. a. ein Rapier und ein Schwert, allerdings ahnte zu dieser Zeit noch niemand, dass es sich hier in Wirklichkeit um eine echte archäologische Stätte handeln würde. Zwischen 2011 und 2012 wurden acht Einbäume aus der Bronzezeit entdeckt. Die Boote wurden in einem kleinen ehemaligen Süßwasserkanal (englisch Palaeochannel) gefunden und sind durch Staunässe erhalten geblieben.
Radiokarbondatierungen haben ergeben, dass das Alter dieser Boote einen Zeitraum von etwa 1.000 Jahren umfasst, wobei die frühesten Exemplare auf etwa 1750–1650 v. Chr. datiert wurden. Einige der Boote wurden möglicherweise absichtlich versenkt. Sie werden heute in Flag Fen aufbewahrt und können bei Führungen besichtigt werden.
In der gleichen Rinne wurden Fischreusen aus geflochtenem Holz aus der Bronzezeit und Fischzäune sowie Metallarbeiten wie Schwerter und Speere gefunden.

## Ausgrabungen von 2015/2016

Vereinfachter Querschnitt eines typischen Hauses in Must Farm.

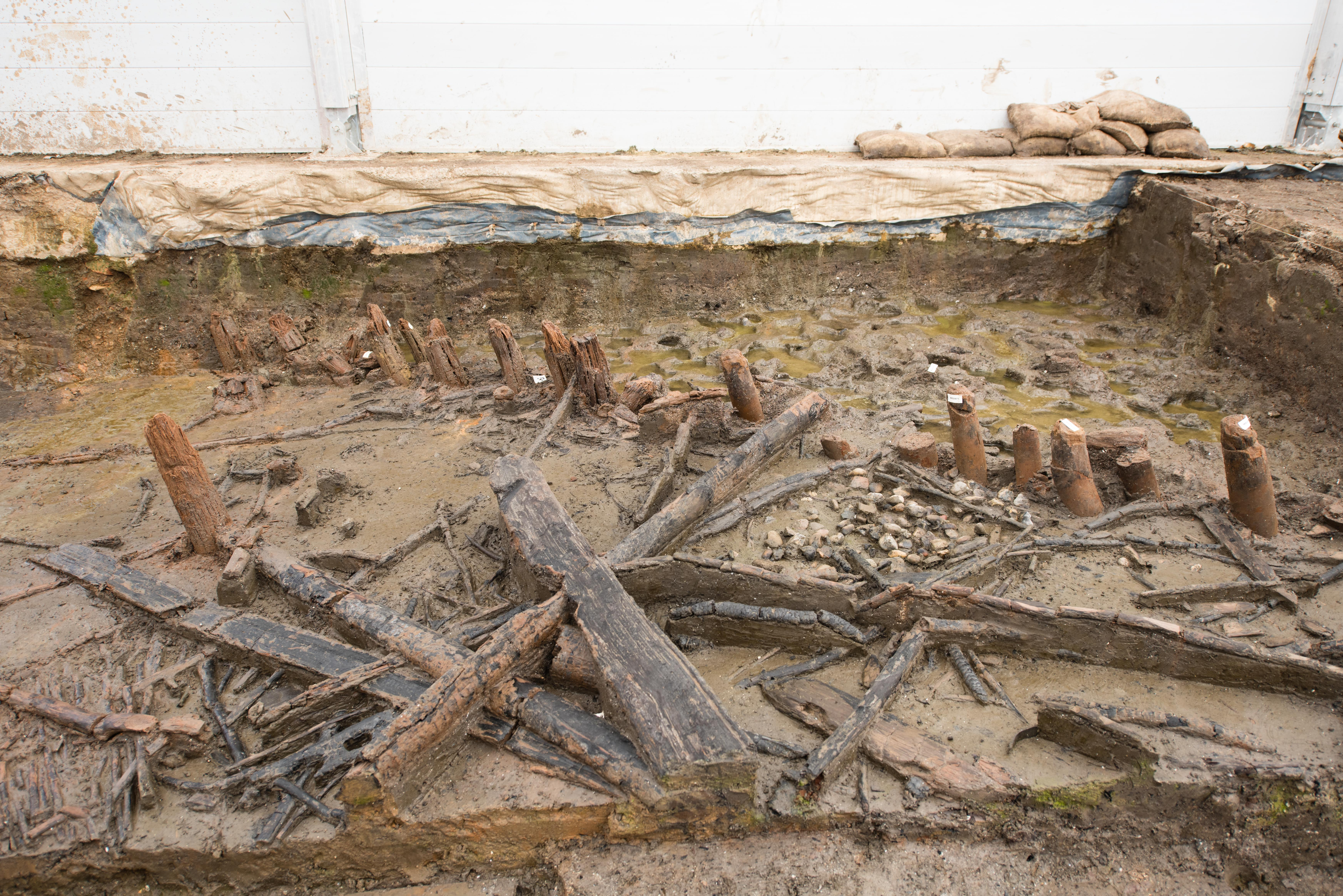
Überreste eines Hauses in Must Farm mit den nicht verbrannten Stümpfen der Pfosten unter der Wasserlinie während des Brandes (oben rechts) und eingestürzten Balken (unten links).

Vereinfachter Lageplan der Ausgrabungsstätte

Im September 2015 begann die Cambridge Archaeological Unit der University of Cambridge mit einer Ausgrabung, die schließlich 1.100 Quadratmeter umfasste, deren Einzelheiten im Januar 2016 öffentlich bekannt gegeben wurden.
Die staatliche Denkmalpflegebehörde Historic England finanzierte ein 1,1 Millionen Pfund teures Projekt zur Ausgrabung der Stätte, um so viel wie möglich über das Leben in der Bronzezeit in Großbritannien zu erfahren.
Archäologen fanden zwei Rundhäuser aus der Zeit zwischen 1000 und 800 v. Chr. und kamen zu dem Schluss, dass sie durch ein Feuer beschädigt wurden und die Plattform, auf der sie standen, in den Fluss rutschte, wo das Feuer gelöscht wurde und die Gebäude und Gegenstände im Schluff des Flusses erhalten blieben. Man geht davon aus, dass etwa die Hälfte der Siedlung durch Abbau in der heutigen Tongrube verloren gegangen ist.
Zu den gefundenen Gegenständen gehören Töpfe, die noch Lebensmittel enthielten, Textilien, die aus Lindenrinde und anderen Pflanzenfasern gewebt wurden, Teile von Flechtwerkwänden (englisch Wattle) und Glasperlen.
Im Jahr 2016 wurde an der Fundstelle ein großes hölzernes Rad mit einem Durchmesser von etwa 1 Meter entdeckt. Das Exemplar, das auf 1100 bis 800 Jahre v. Chr. datiert wird, ist das vollständigste und früheste seiner Art, das in Großbritannien gefunden wurde. Auch die Nabe des Rades ist noch vorhanden.
Ein in der Nähe gefundener Pferderücken deutet darauf hin, dass das Rad zu einem Pferdewagen gehört haben könnte. Der Fund „erweitert unser Verständnis der spätbronzezeitlichen Technologie“, so Duncan Wilson, Geschäftsführer von Historic England, das das Projekt mitfinanzierte. Nachdem die archäologischen Funde geborgen worden waren, wurde die Stätte im August 2016 wieder vergraben und versiegelt.
Im Jahr 2019 veröffentlichten Forscher der Universitäten Cambridge und Bristol die Ergebnisse einer Untersuchung von Koprolithen von Menschen und Hunden, die an der Fundstelle gefunden wurden. Sie entdeckten das Vorkommen von Fischbandwürmern, Echinostoma-Würmern, Capillaria-Würmern und Riesennierenwürmern. Die Forschung zeigt die frühesten Beweise für eine Infektion des Menschen mit diesen Parasiten in Großbritannien.
Die Ausgrabung war Gegenstand einer BBC-Fernsehdokumentation mit dem Titel Britain’s Pompeii: A Village Lost in Time, die am 2. August 2016 erstmals auf BBC Four ausgestrahlt wurde. Die Ausgrabung wurde durch ihre umfangreiche digitale Berichterstattung bekannt.

## Artefakte
Folgende Artefakte von Must Farm wurden im Juli 2017 im Peterborough Museum fotografiert:

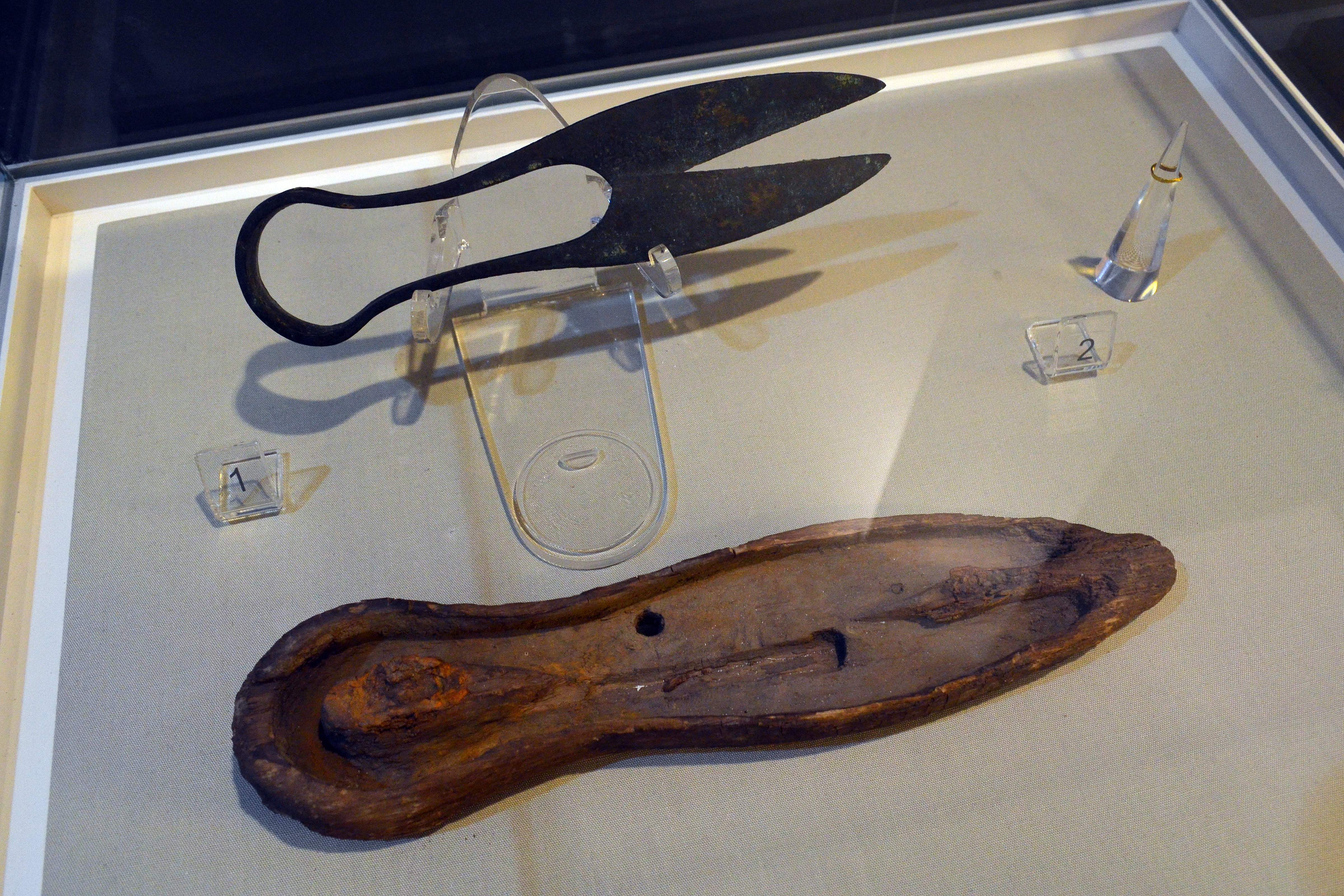
Eine Schere und ihre Holzkiste
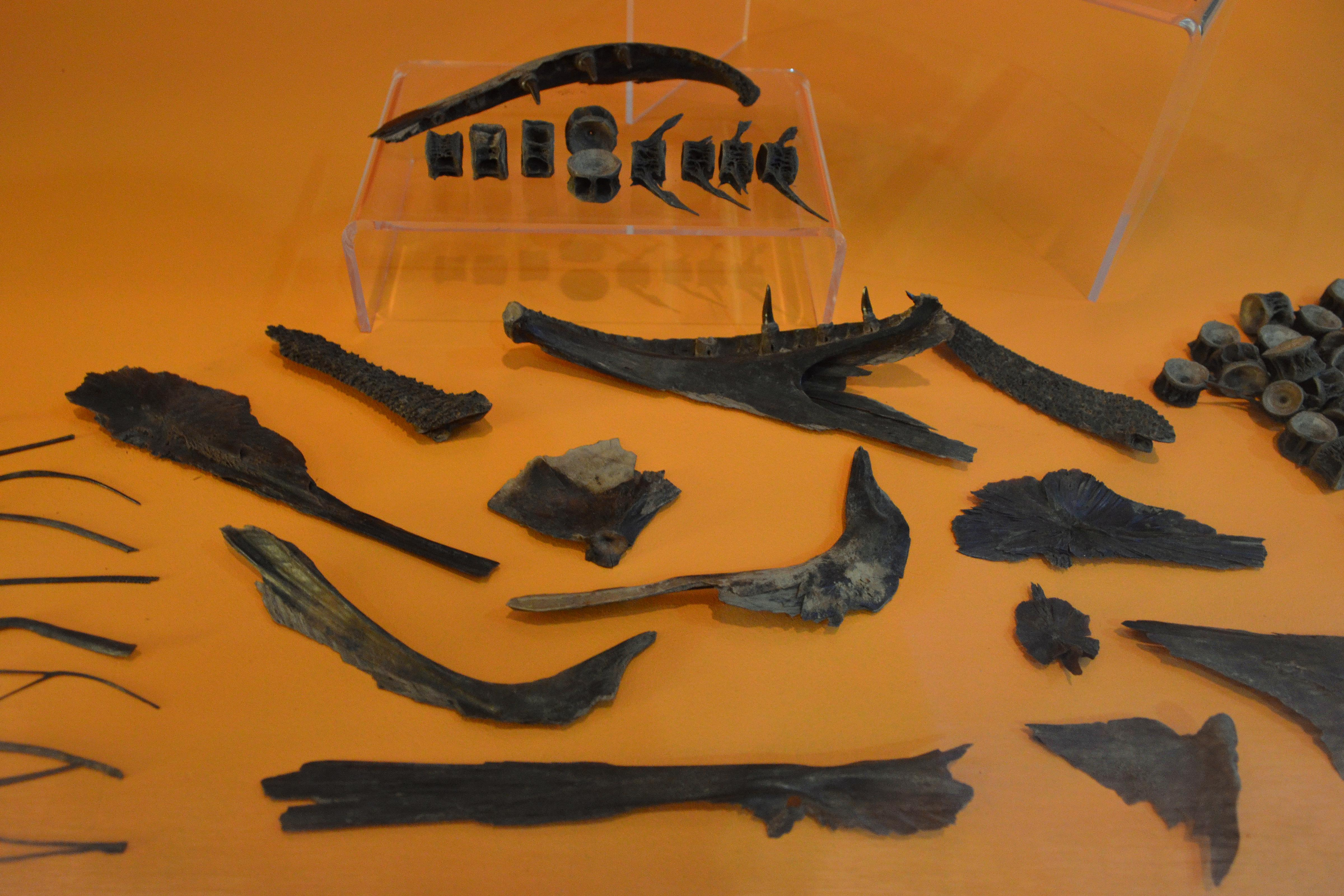
Fischgräten und -schuppen
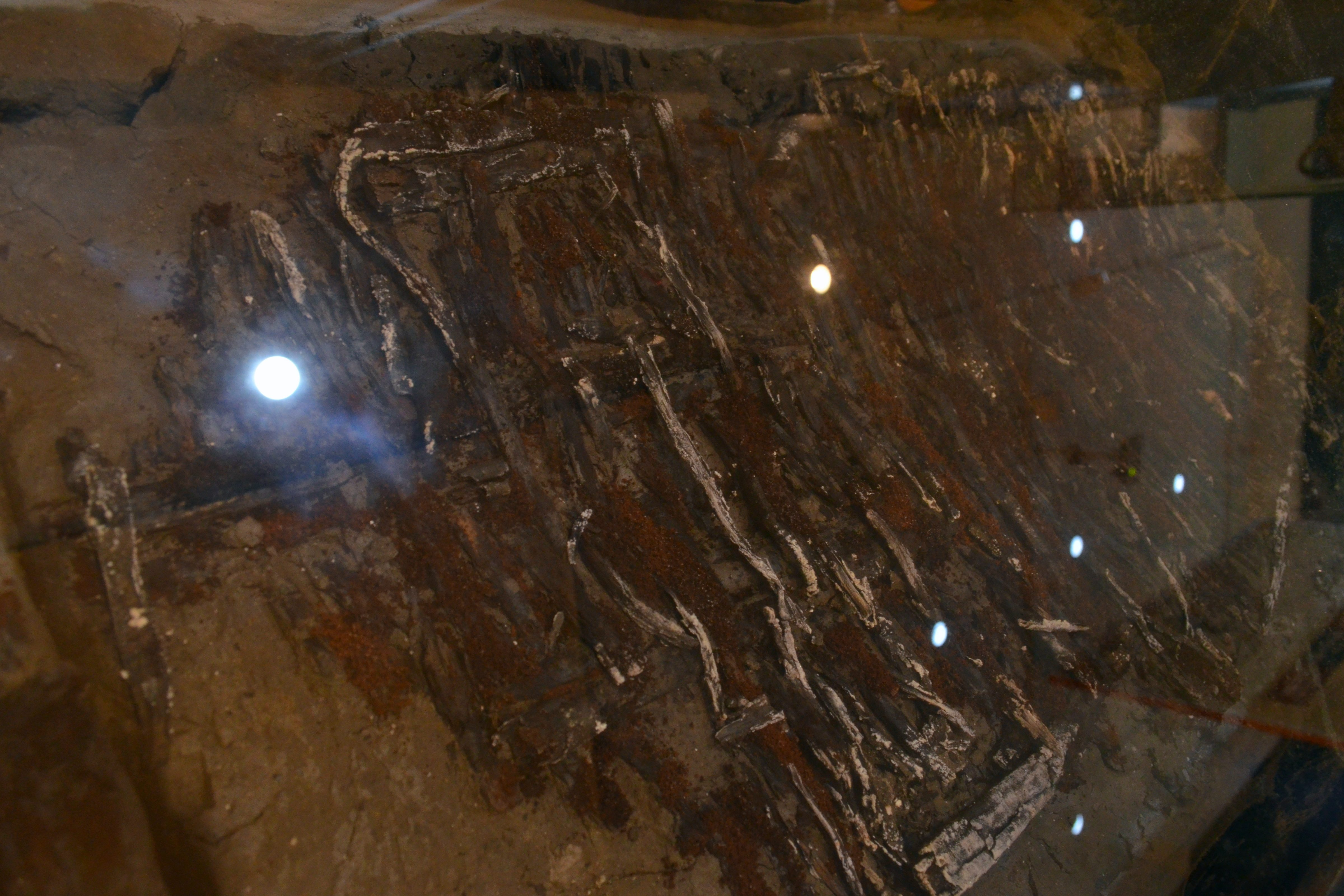
Überreste einer Aalfalle
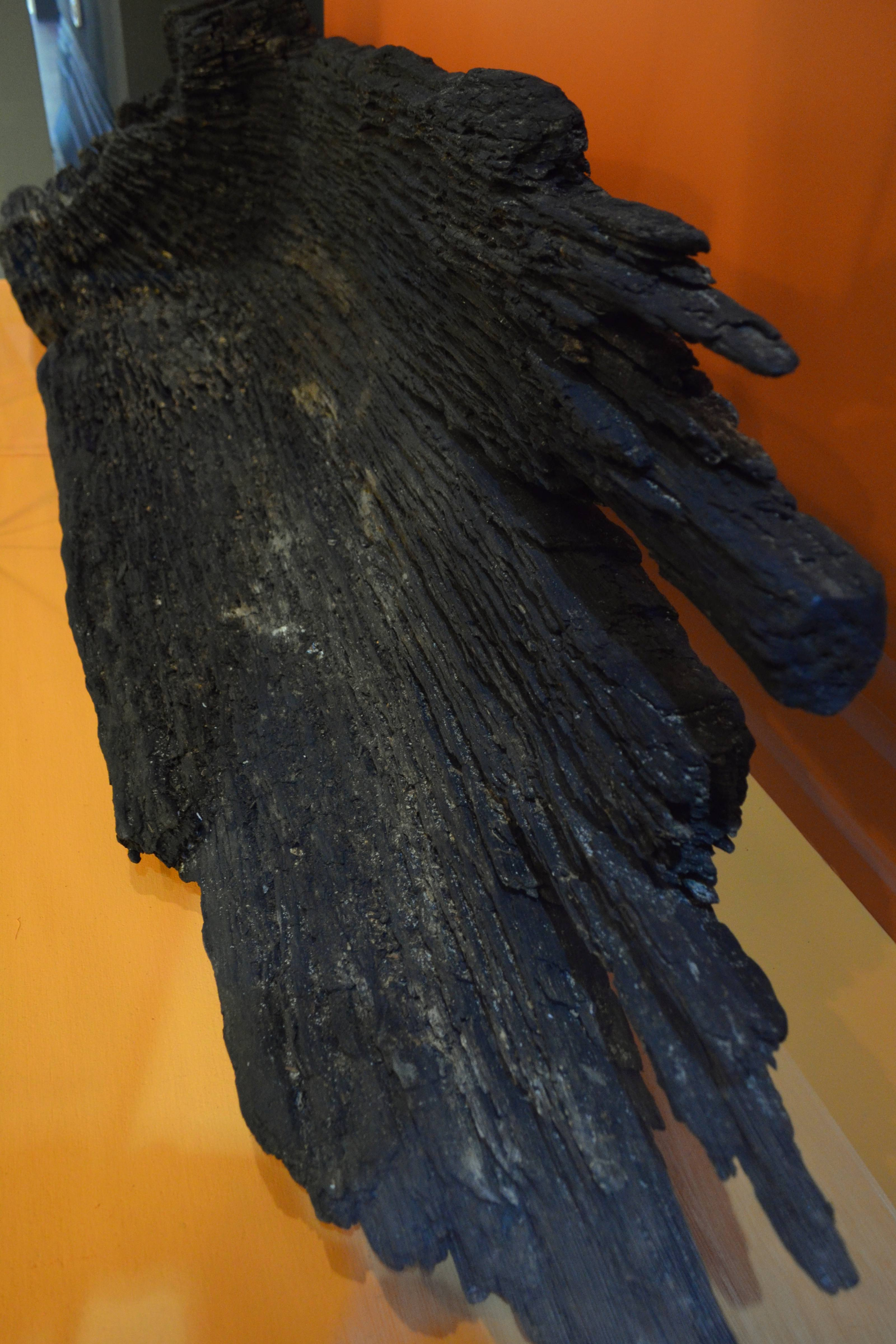
Überreste eines Bootes
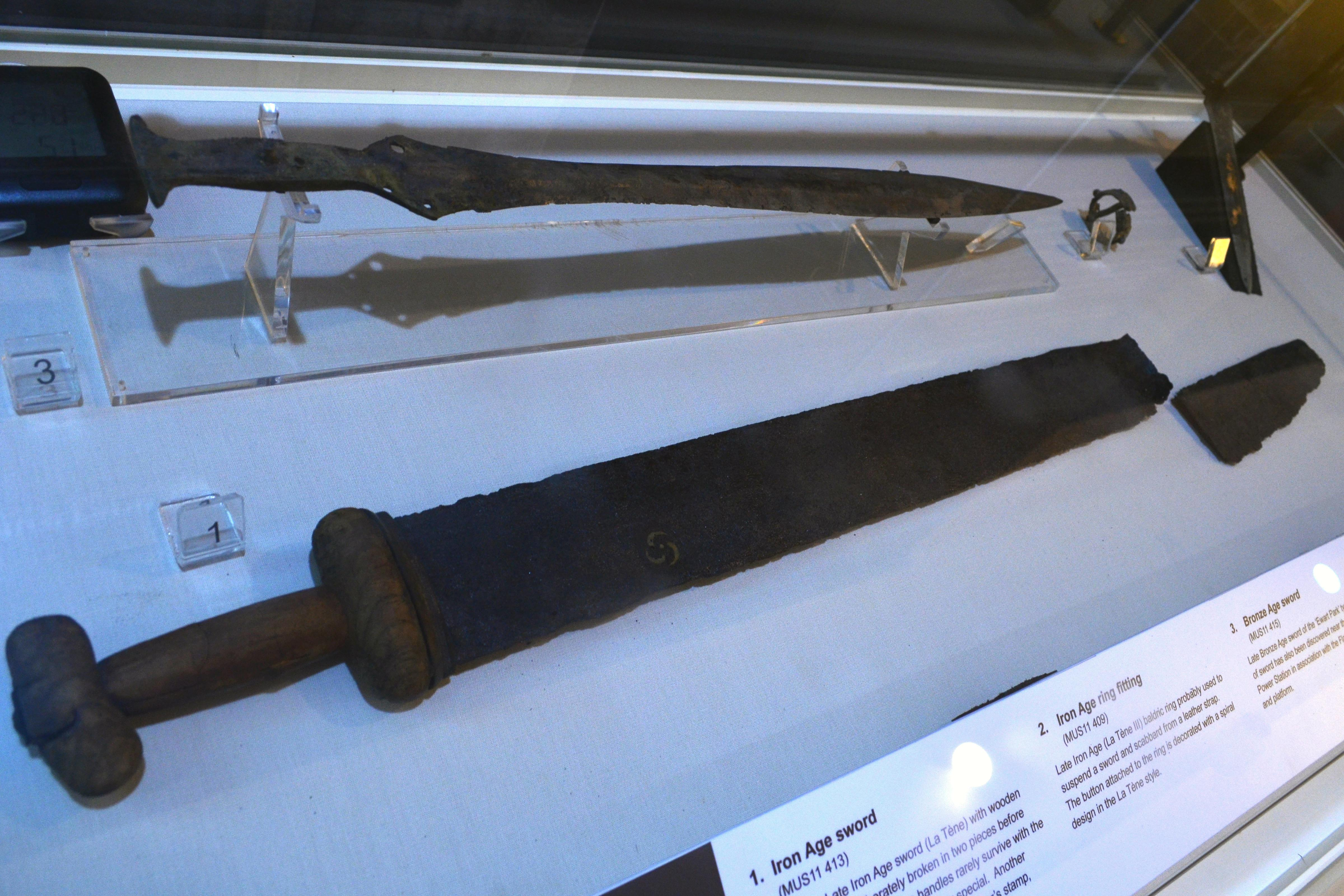
Schwerter aus der Eisen- und Bronzezeit
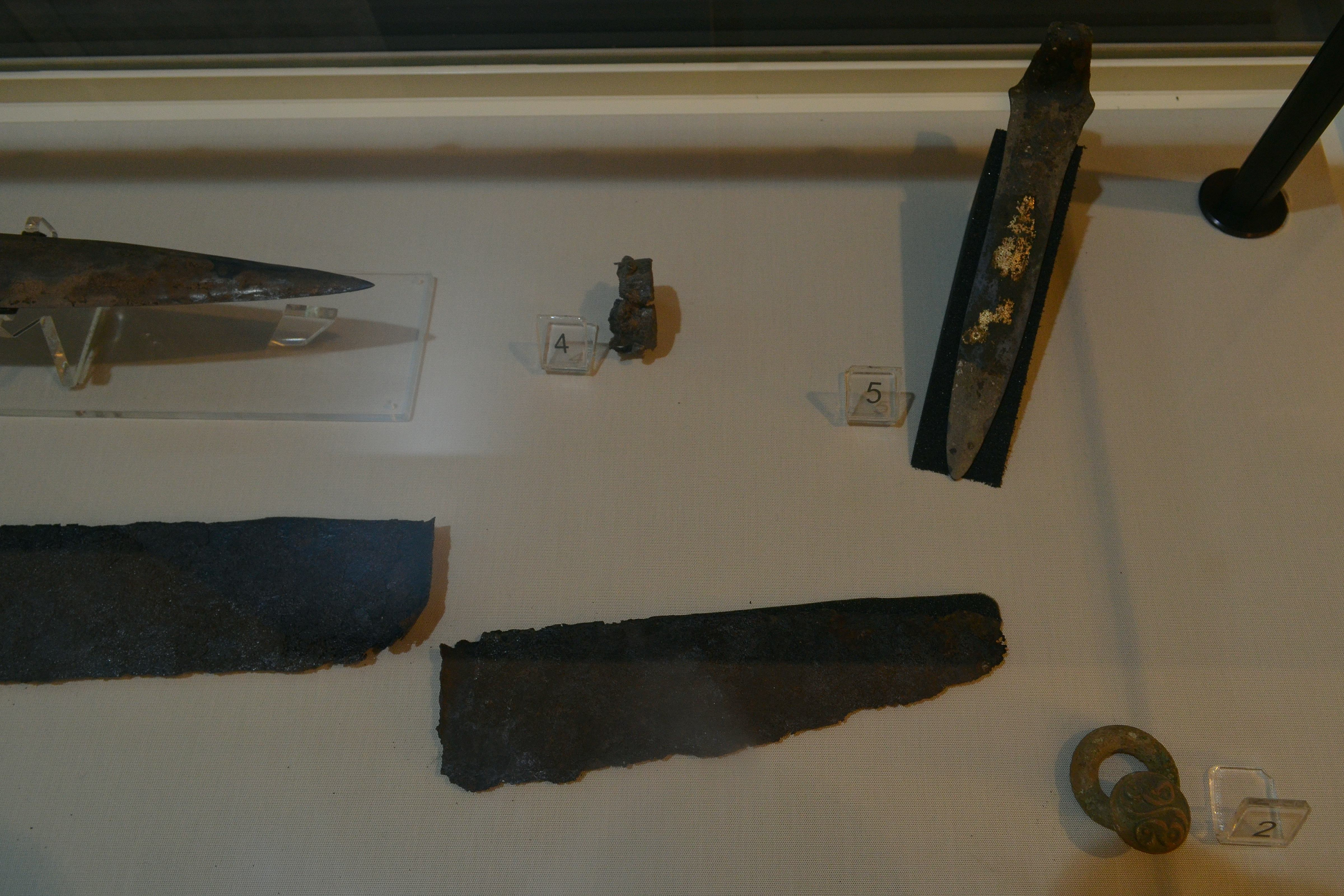
Ein Dolch, ein Ring und Spitzen von Schwertern
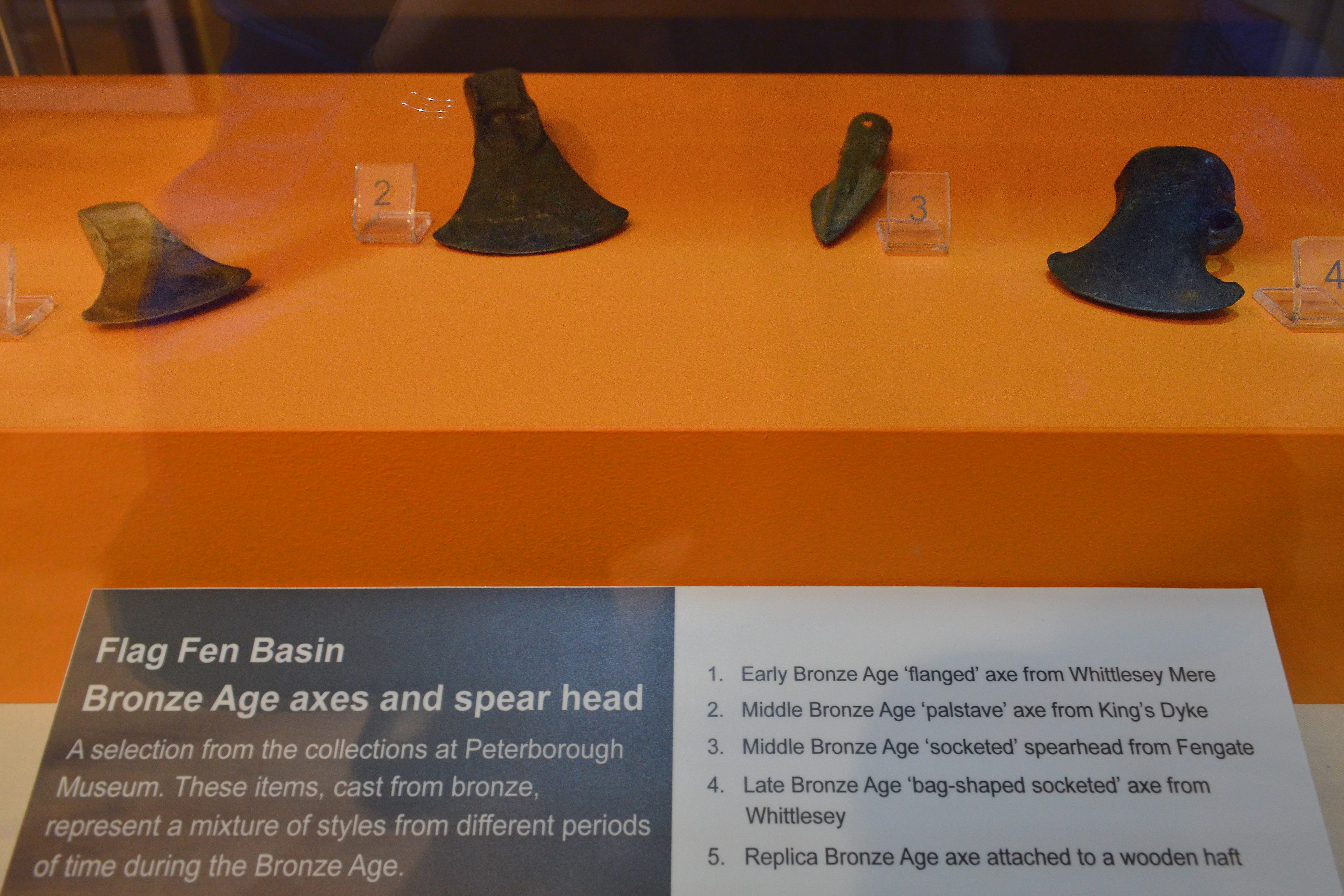
Axtköpfe
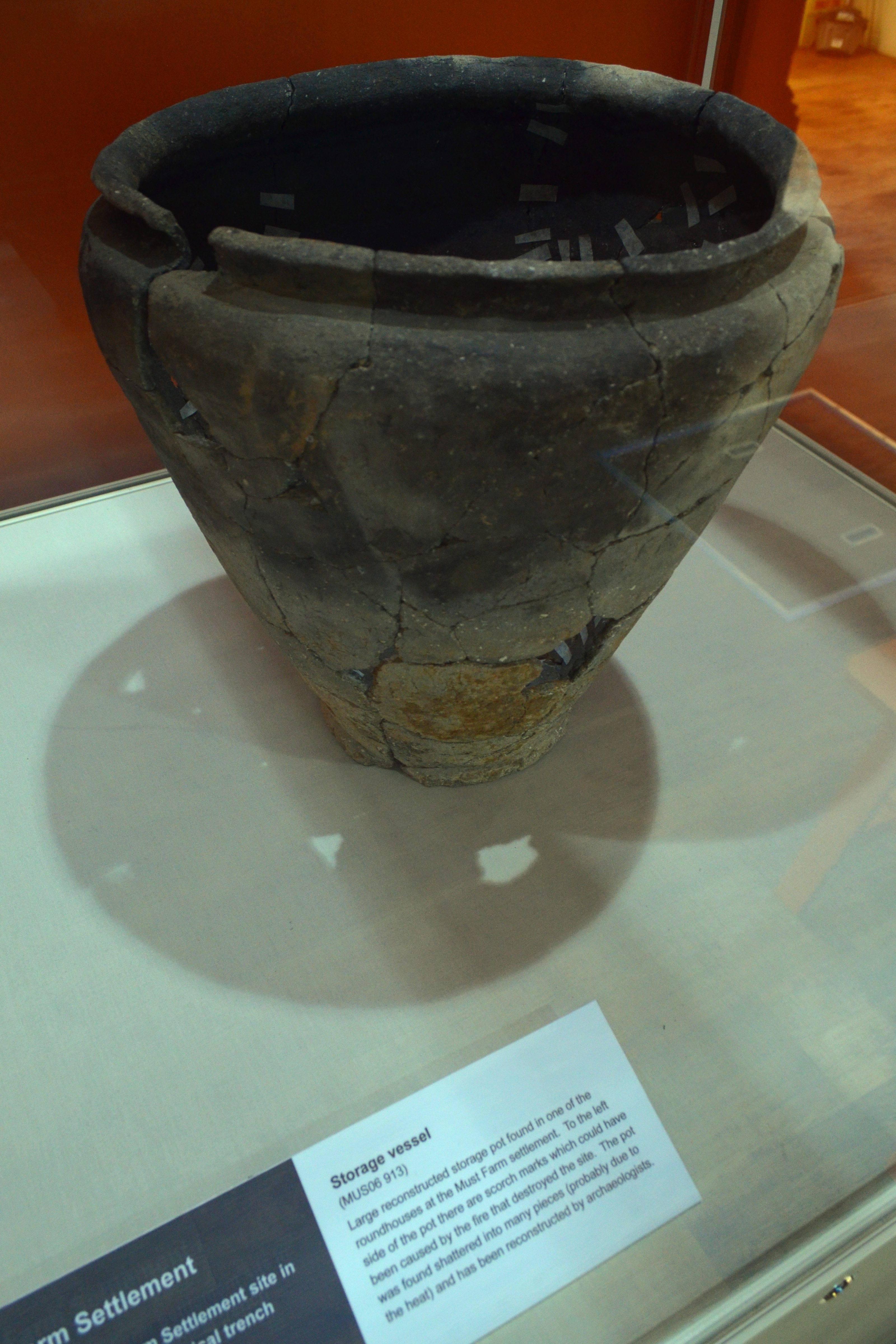
Ein Vorratsbehälter